# Catocala nigrescens
Catocala nigrescens là một loài bướm đêm trong họ Erebidae.